# Gábor Babos
Gabor Babos (Sopron, 24 ottobre 1974) è un allenatore di calcio ed ex calciatore ungherese, di ruolo portiere, attuale preparatore dei portieri del NAC Breda e della Nazionale di calcio di Curaçao.

## Carriera

### Giocatore

#### Club

##### Sopron
Nato a Sopron, in Ungheria, Babos inizia a giocare a calcio nelle giovanili della squadra locale del Football Club Sopron. Esordisce in prima squadra il 30 ottobre 1993, entrando negli ultimi minuti della partita di massima serie ungherese vinta 6-1 contro il Siófok. Negli incontri successivi diventa progressivamente il portiere titolare. Finita la stagione al terzultimo posto, il club viene comunque ripescato in Nemzeti Bajnokság I ma alla fine dell'annata 1994-1995 è nuovamente retrocesso.

##### MTK Hungária
Nel 1995 si trasferisce all'MTK Hungária, dove inizialmente viene preso come secondo portiere. Debutta con i nuovi colori il 4 novembre 1995, nel corso dell'incontro di campionato perso 0-5 contro il Csepel. Dopo un primo anno di assestamento, Babos diventa l'estremo difensore titolare della squadra, che centra il double campionato e coppa ungherese 1996-1997.
Terminato il 1997-1998 con la vittoria della coppa nazionale, nel 1999 Babos e compagni vincono lo scudetto, mentre l'annata successiva concludono il campionato al secondo posto alle spalle del Dunaferr ma conquistano comunque la Magyar Kupa. Il 7 maggio 2000 segna un gol su rigore nella sfida vinta 4-0 contro il Győri. Lascia Budapest dopo cinque trofei e 144 presenze complessive.

##### NAC Breda
Nell'estate 2000 viene acquistato dagli olandesi del NAC Breda, neopromosso in Eredivisie. Gioca la prima partita nei Paesi Bassi il 19 agosto 2000, nella prima giornata di campionato persa 0-1 contro il Waalwijk. Concluso il campionato con un buon nono posto, dall'Eredivisie 2001-2002, Babos si impone come uno dei migliori portieri del campionato olandese. Dopo aver finito l'anno in sesta posizione, raggiungendo la qualificazione in Intertoto, nel 2002-2003 il NAC migliora ancora il suo piazzamento, arrivando quarto alle spalle delle tre grandi d'Olanda (PSV, Ajax e Feyenoord) e accedendo in Coppa UEFA.
Nel 2003-2004 il rendimento del NAC non è brillante come i due anni precedenti, finendo il campionato a metà classifica, ma Babos offre comunque ottime prestazioni individuali che lo portano ad essere eletto Portiere dell'anno dell'Eredivisie 2004.

##### Feyenoord
Le sue buone stagioni a Breda vengono notate dal Feyenoord che lo acquista da svincolato nell'estate 2004 e che lo fa esordire nella vittoria per 6-1 alla prima giornata dell'Eredivisie 2004-2005 contro il De Graafschap. Finisce il campionato al quarto posto e a fine anno lascia Rotterdam.

##### N.E.C.

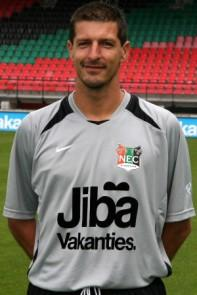
Babos con la maglia del NEC

Nel 2005 il portiere magiaro viene prestato per €2,8 milioni al N.E.C., dove debutta il 14 agosto 2005 nella prima gara di campionato contro l'Utrecht (finita 0-0). A fine stagione il N.E.C. riscatta completamente il cartellino dal Feyenoord per €2 milioni. Terminate entrambe le stagioni 2005-2006 e 2006-2007 in decima posizione, nell'Eredivisie 2007-2008 Babos disputa una grande annata individuale, contribuendo alla vittoria dei play-off per accedere in Coppa UEFA. A fine anno le sue ottime prestazioni gli valgono il suo secondo premio personale di Miglior portiere dell'anno dell'Eredivisie.
Dalla stagione 2009-2010 diventa capitano del N.E.C., ma a partire dal 2010-2011 un infortunio alla schiena gli fa perdere il posto da titolare in favore del giovane Jasper Cillessen. Il 27 agosto 2011, in seguito al trasferimento di Cillessen all'Ajax, l'ungherese si riprende la titolarità.
Il 22 gennaio 2012 Babos gioca la sua partita numero 500 in carriera nel derby della Gheldria vinto 1-0 contro il Vitesse.
Rimane a Nimega fino al 2013, collezionando in totale 258 incontri in tutte le competizioni, che lo fanno diventare il giocatore straniero con più presenze nella storia del club.

##### Ritorno al NAC Breda
Il 21 marzo 2013 fa ritorno dopo nove anni al NAC Breda, svolgendo per lo più il ruolo da chioccia per altre due stagioni per i portieri più giovani fino al 2015, quando si ritira dal calcio giocato a 40 anni. Con 377 partite in Eredivisie, è il quarto straniero più presente nella storia del massimo campionato olandese.
Il 16 dicembre 2022, all'età di 48 anni, Babos viene eccezionalmente convocato dal NAC in vista della partita di seconda serie olandese contro l'Almere City, data l'indisposizione di tutti e tre i portieri in rosa.

#### Nazionale
L'8 marzo 1994 gioca la sua prima partita con l'Ungheria under-21 del c.t. Antal Dunai in un'amichevole pareggiata 0-0 contro i pari età della Germania. Il 19 marzo 1997, a 22 anni, debutta con la nazionale maggiore nel match amichevole vinto 4-1 contro Malta. Il 14 ottobre 2009 gioca l'ultima delle sue 27 partite coi magiari nella vittoria per 1-0 a Copenaghen contro la Danimarca, incontro valido per le Qualificazioni ai Mondiali 2010.

### Allenatore
Dopo essere stato sia preparatore dei portieri del NAC Breda che per breve tempo capo allenatore di una squadra amatoriale di Roosendaal, dal 2018 al 2020 è il preparatore del N.E.C. Nimega, sua ex squadra. Nel maggio 2020 fa comunque ritorno al NAC come allenatore dei portieri. Il 1º maggio 2022 assume contemporaneamente la stessa carica per la Nazionale di calcio di Curaçao.

## Palmarès

### Club
- Campionato ungherese: 2

MTK Hungária: 1996-1997, 1998-1999
- Coppa d'Ungheria: 3

MTK Hungária: 1996-1997, 1997-1998, 1999-2000

### Individuale
- Portiere dell'anno dell'Eredivisie: 2

2004, 2008